# Estadio Dinamo (Samarcanda)
El Estadio Dinamo en uzbeko: «Dinamo» stadioni) es un estadio multiusos ubicado en la ciudad de Samarcanda, Uzbekistán. El estadio fue inaugurado en 1962 y cuenta con una capacidad para 13 800 espectadores. Es utilizado por el club FK Dinamo Samarcanda de la Super Liga de Uzbekistán.

## Historia
El estadio comenzó su construcción en 1961 y fue inaugurado en 1962. Con el paso de los años, el estadio fue objeto de reconstrucciones, las más amplias en 1989, 1997 y 2011. Después de la última reconstrucción a gran escala en 2011, el estadio fue completamente renovado y comenzó a albergar a 13.800 espectadores. Antes de esta reconstrucción tenía capacidad para 16.000 espectadores. Después de esta última reconstrucción, el estadio cumple con todos los estándares de la FIFA y la AFC para la realización de partidos internacionales. El estadio cuenta con modernos vestuarios, duchas, sala de jueces, salas de prensa y televisión, salas médicas, etc. También el estadio incluye un restaurante, cafetería, y un museo del club Dynamo Samarkanda.
El estadio Dynamo es uno de los estadios más visitados de Uzbekistán. En 1992, el estadio acogió la primera final de la Copa de Uzbekistán entre los clubes “Navbahor Namangan” y “Temiryulchi Qoqand”. Final que albergaría además en 2016 y 2021.
En este estadio la selección de Uzbekistán disputó en 1999 dos partidos amistosos contra las selecciones de Azerbaiyán (5-1) y Malasia (3-0). En 2007, la selección olímpica de Uzbekistán disputó en este estadio dos partidos en el marco del torneo de clasificación para los Juegos Olímpicos de 2008 contra las selecciones olímpicas de Yemen (3-0) y Siria (0-0).

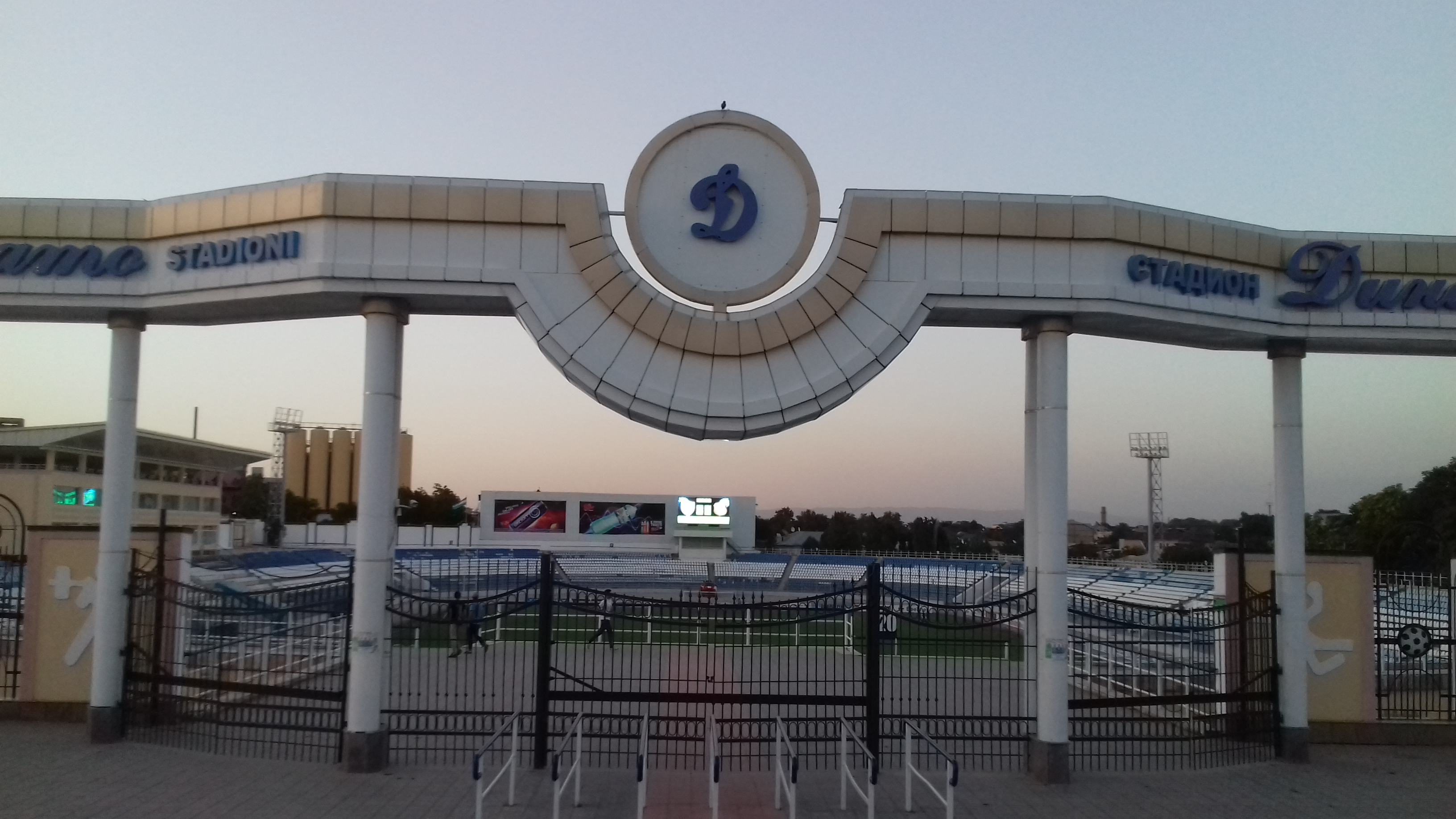
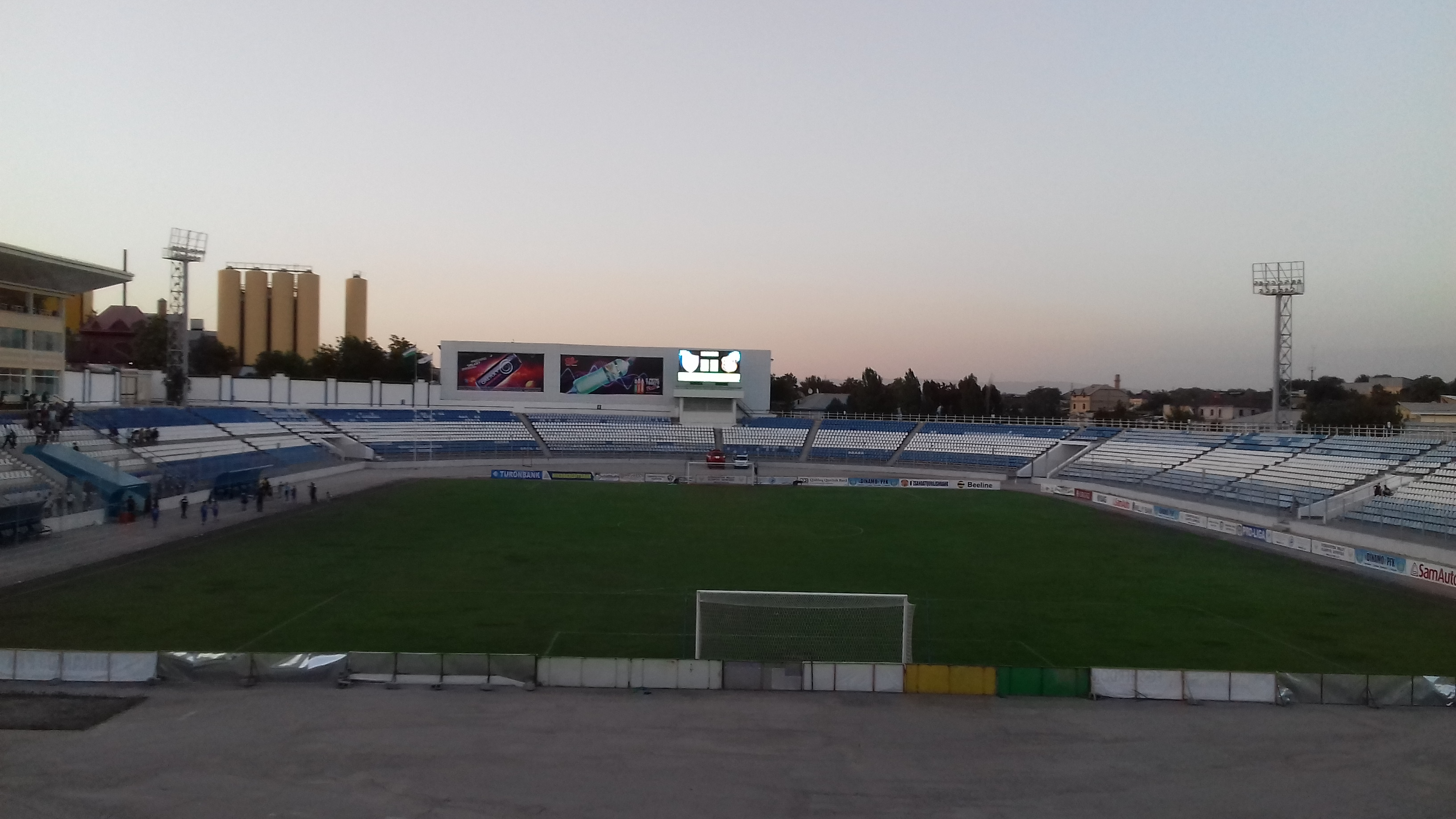